# Lednik Abramova
Lednik Abramova (ryska: Ледник Абрамова) är en glaciär i Kirgizistan.   Den ligger i oblastet Osj, i den sydvästra delen av landet, 400 km sydväst om huvudstaden Bisjkek. Lednik Abramova ligger 3 934 meter över havet.
Terrängen runt Lednik Abramova är bergig åt nordost, men åt sydväst är den kuperad. Runt Lednik Abramova är det mycket glesbefolkat, med 7 invånare per kvadratkilometer. Det finns inga samhällen i närheten. Trakten runt Lednik Abramova består i huvudsak av gräsmarker.